# 羅卡 (遺蹟)

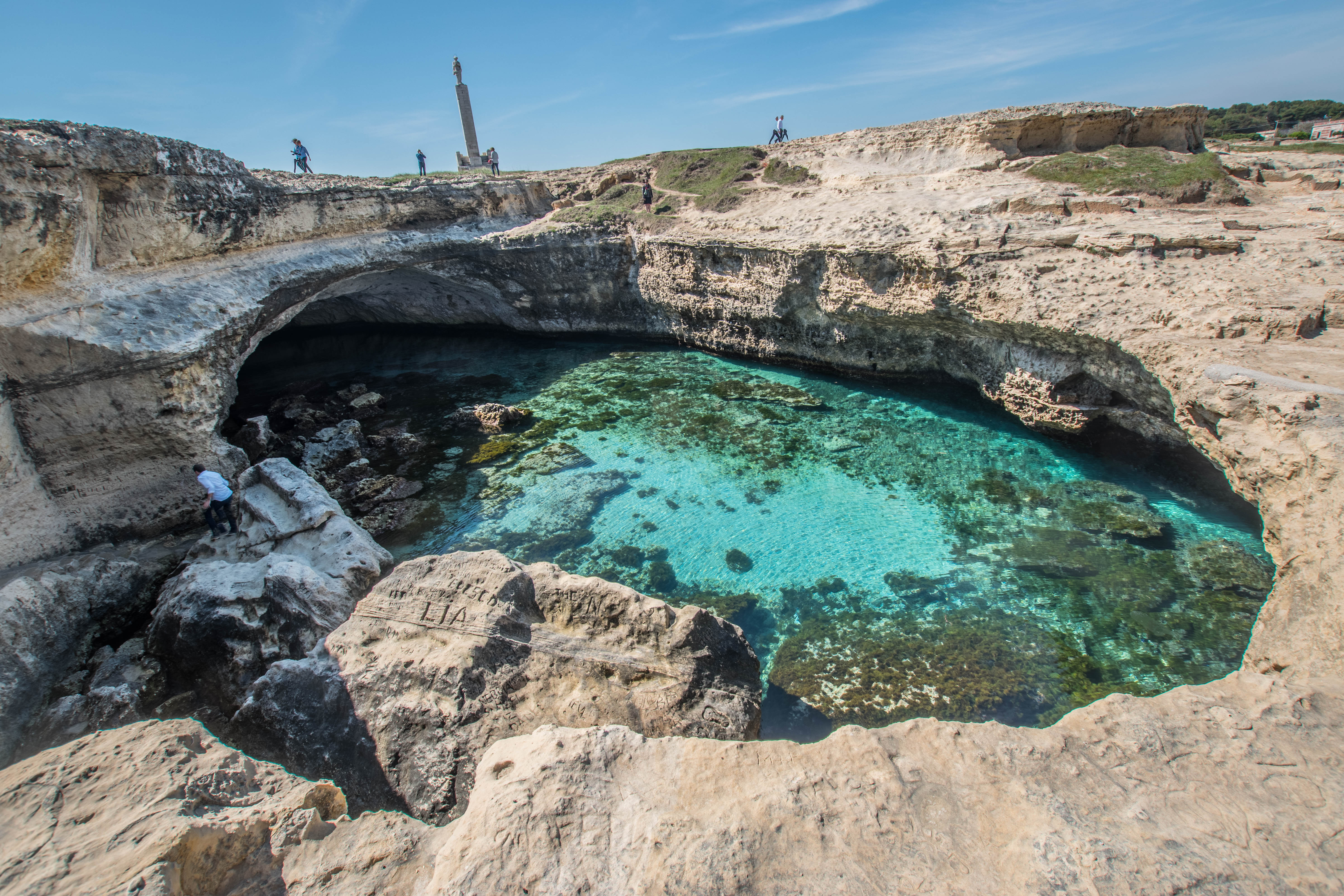
羅卡

罗卡（Roca）是位于意大利南部普利亚大区亚得里亚海沿岸的一个遺蹟，它位於萊切附近，距离梅伦杜尼奥有數公里。萨兰托大学的一个团队自20世纪80年代末以来一直在研究該遺址，發現該地有意大利南部青铜时代的纪念性建筑以及迈锡尼陶器。